# Walerian Borowczyk
Walerian Borowczyk (Kwilcz, cerca de Poznań, 2 de septiembre de 1923 - París, 3 de febrero de 2006) fue un director de cine, pintor, grafista y escritor polaco.

## Biografía
Estudió en la Academia de Bellas Artes de Cracovia, y en 1951 concluyó sus estudios en la Facultad de Artes Gráficas de la Academia de Artes de Varsovia. Siendo sus intereses la pintura y la litografía, se dedicó al diseño de carteles de cine, y recibió un premio nacional en 1953. Se inició en el cine con cortos de animación surrealista como Érase una vez (Był sobie raz, 1967), en colaboración con Jan Lenica. También rodó Les Astronautes con Chris Marker.
En 1959 se mudó a París. En esta nueva etapa rodó Renacimiento (Renaissance, 1963) y Juegos de los Ángeles (Jeux des Anges, 1965).
Su especialidad fueron las películas de estética erótica, como Cuentos inmorales, Tres mujeres inmorales y La bestia. En La bestia juega con el erotismo, el voyeurismo, la ironía y el mito de la bella y la bestia.
Murió de un infarto al corazón en París, el 3 de febrero de 2006.